# Petru Budeanu
Petru Budeanu (n. 9 decembrie 1978) este un jucător de fotbal român care evoluează la clubul ACU Arad pe postul de mijlocaș. A jucat 6 meciuri în Liga 1.